# 810'erne f.Kr.
Århundreder: 10. århundrede f.Kr. – 9. århundrede f.Kr. – 8. århundrede f.Kr.
Årtier: 860'erne f.Kr. 850'erne f.Kr. 840'erne f.Kr. 830'erne f.Kr. 820'erne f.Kr. – 810'erne f.Kr. – 800'erne f.Kr. 790'erne f.Kr. 780'erne f.Kr. 770'erne f.Kr. 760'erne f.Kr.
År: 819 f.Kr. 818 f.Kr. 817 f.Kr. 816 f.Kr. 815 f.Kr. 814 f.Kr. 813 f.Kr. 812 f.Kr. 811 f.Kr. 810 f.Kr.

## Begivenheder
- 817 f.Kr. – Pedubastis I erklærer sig selv konge over Egypten og starter det Treogtyvende dynasti
- 814 f.Kr. – Karthago grundlægges af Dido
- 811 f.Kr. – Adad-nirari III overtager tronen i Assyrien efter sin far Shamshi-Adad V.